# Æthelflæd
Æthelflæd (o. 870. – 12. lipnja 918.) bila je gospa (eng. lady) koja je vladala Mercijom. Roditelji gospe Æthelflæd bili su anglosaski kralj Alfred Veliki i njegova žena Ealswitha.
Æthelflæd se udala za Æthelreda, a njihovo je dijete bila Ælfwynn. 

## „Gospa Mercijaca”
Æthelflæd je postala „gospa Mercijaca” nakon suprugove smrti, a sama je umrla 12. lipnja 918. godine.